# Saint-Papoul

Saint-Papoul este o comună în departamentul Aude din sudul Franței. În 1 ianuarie 2022 avea o populație de 832 de locuitori.